# Heterusia lutivia
Heterusia lutivia är en fjärilsart som beskrevs av Louis Beethoven Prout. Heterusia lutivia ingår i släktet Heterusia och familjen mätare. Inga underarter finns listade i Catalogue of Life.